# Synthetonychia acuta
Synthetonychia acuta is een hooiwagen uit de familie Synthetonychidae.